# Cosmo's Cosmic Adventure
Cosmo’s Cosmic Adventure je plošinová hra odehrávající se s neznámým tvorem na neznámé planetě. Hráč má za úkol dostat se z místa A do místa B, ale jak už to tak bývá, nebude to jednoduché. Vaší jedinou zbraní jsou rychlé prsty, schopnost přilepit se konci svých rukou ke zdi a pokládat časované bomby. Některé nepřátele můžete zašlápnout do země, některé ale ovšem tak jednoduše nezlikvidujete. Ve hře dostáváte score (body) a po dokončení hry se můžete zapsat do highscore - tabulky nejlepších.

## Hudba a zvuky
Zatímco hra podporuje AdLib hudbu, už nepodporuje SoundBlaster zvuk. Zvukové efekty jsou vytvářeny pc speakerem. Můžete si poslechnout všechny zvuky ze hry, pokud v hlavním menu pustíte testování zvuku.

## Příběh
Příběh se točí kolem mladého mimozemšťana, který se jmenuje „Cosmo“. Cosmovi rodiče se ho rozhodli vzít o jeho narozeninách do Disney Worldu. Ale do jejich vesmírného plavidla uhodila kometa, což je přinutilo přistát na neznámé planetě a opravit loď. Cosmo se rozhodl, že půjde na průzkum, ale když se vrátí, jeho rodiče jsou pryč. Cosmo vidí obrovské šlápoty a myslí si, že jeho rodiče byli uneseni. Proto se rozhodne, že je zachrání dřív, než budou snědeni. V celé sérii jsou 3 episody, ve kterých se musí cosmo dostat přes 10 mimozemsky laděných levelů.
Na konci první episody je cosmo sněden obrovským monstrem. Příběh pokračuje ve druhé episodě, kde Cosmův příběh začíná v těle monstra a on musí nalézt cestu pryč. Na konci druhé episody Cosmo nachází město, kde si myslí, že jeho rodiče byli odvedeni. V poslední episodě Cosmo nachází svoje rodiče(jak se nakonec ukáže, vůbec nebyli v nebezpečí) a jdou konečně do Disney Worldu oslavit Cosmovy narozeniny.

## Hra
Hlavní postavou v této hře je Cosmo, kterého ovládá hráč skrz naskrz levely. Cosmo může chodit, skákat a přichytávat se na většinu zdí se svýma speciálníma rukama.
Ve hře je i několik interaktivních objektů jako například zmáčknutelná tlačítka, teleporty nebo trampolíny, které umožní Cosmovi vyskočit velmi vysoko. Najdeme zde i létací plošiny, které umožní Cosmovi létat.

### Zdraví a boj
Cosmo má na začátku pouze tři životy. Pokaždé, když je cosmo poraněn, ztrácí jednu jednotku života. Jestli ztratí všechny životy, hráč musí restartovat level. Nacházíme zde ovšem i různé obdoby lékárniček. V každé episodě jsou navíc dva skryté cheesburgery. Pokud jeden z nich najdeme, comso dostane jednu prázdnou životní jednotku navíc. Cosmo může mít až 5životů.
Nalezneme zde několik druhů nepřátel. Většina z nich zraní Cosma tím, že se ho dotkne. Ale hodně z nich mají i alternativní druhy útoků. Cosmo je může zabíjet tak, že na ně skočí jednou nebo víckrát(záleží na aktuálním nepříteli).
Hráč může také použít bomby a zničit nepřátele. Cosmo může mít u sebe nanejvýš 9 bomb. Poté, co Cosmo aktivuje a položí bombu, tak mu to zabere několik sekund do exploze. To může comsa zranit, pokud je příliš blízko. Bomby mohou být také použity pro zničení nejrůznějších objektů
Nalezneme zde i speciální štíty, které hráči na určitý čas přenechají nesmrtelnost.

### Předměty a body
Nalezneme zde hned několik druhů ovoce, krystalů a jiných objektů. Všechny dávají hráči body, což se počítá do jeho celkové skóre. Za různé předměty dostáváme různý počet bodů.
Po každých dvou levlech má hráč možnost otevřít bonusové kolo, což záleží na počtu hvězd, které stihnul během posledních dvou kol nasbírat. Získání 25 hvězd umožňuje hráči vejít do bonusového kola. Nasbírání 50 umožňuje vejít ještě do jednoho.
Speciální bonusy hráč dostane za to, že splní specifické úkoly v levelu jako například vybombardování 15 rostlin v jednom levelu, zničení všech krabic apod. Vše dá hráči 50 000 bodů.

### Nepřátelé a postavy
Nalezneme zde několik druhů nepřátel. Většina z nich zraní Cosma tím, že se ho dotkne, někteří mohou i střílet. Většina druhů postav se odvíjí od prostředí, kde se zrovna nacházíme. Například v továrnách potkáme především roboty, v lesích ptáky a nebezpečné rostliny. Někteří z nejčastějších nepřátel, jako jsou malí, červení vetřelci nebo modří kulatí, se objevují ve většině kol.
Ve většině levelů taktéž nalezneme rostliny s okem. Mají růžový stonek a místo plodu jim roste oko. Tyto rostliny jsou naprosto neškodné. Jestliže hráč položí na tuto rostlinu bombu, dostane 100 bodů a bomba se mu vrátí.
Ostatní postavy:
- Zonk: Modrý mimozemšťan je vidět pouze na moment při nahrávání hry. Pomáhá Cosmovým rodičům do bezpečí, což se ale dozvídáme až ve třetí epizodě. Originálně mělo jméno „Zonk“ patřit Cosmovi
- Duke Nukem: Duke Nukem je k nalezení v 7. levelu druhé episody uvězněný v kostce ledu. Hráč může odstranit led bombou a Duke Nukema osvobodit. Odměnou je Cheeseburger. Bohužel odmítne pomoci Cosmovi, protože je zrovna na misi (za záchranu galaxie), ale upozorní ho na svoji další hru Duke Nukem II. Dukovo jméno je zobrazeno jako Duke Nukum.